# Emelie Andersson (litograf)
Emelie Charlotta Andersson, född 4 augusti 1862 i Motala församling, Östergötlands län, död 6 augusti 1945 i Norrköpings Hedvigs församling, Östergötlands län, var en svensk direktör, litograf, tecknare och politiker. Hon var stadsfullmäktigeledamot i Norrköpings stad 1918.
Hon var dotter till mekanikern Nikolaus Andersson och Charlotte Moberg. Hon studerade på Litografiska A. B. i Norrköping 1881–1886. Hon var litograf och tecknare hos firman David Johansson & C:o i Norrköping 1886–1898. Hon grundade 1898 Anderssons Litografiska A. B. i Norrköping. 